# Citibank Plaza
Citibank Plaza es un moderno complejo de oficinas de acero y cristal situado en Hong Kong, China, que comprende Citibank Tower, ICBC Tower, 3 sótanos de aparcamiento con capacidad para 558 coches y un podio comercial. Con una superficie total de casi 1 600 000 ft² (150 000 m²), Citibank Plaza es uno de los complejos de oficinas más grandes de la ciudad, con capacidad para 10.000 trabajadores. Citibank Tower tiene 205 metros de altura y 50 plantas, mientras que ICBC Tower tiene 40 pisos. Completado en 1992, fue uno de los primeros edificios de oficinas de Hong Kong en incorporar características respuetuosas con el medio ambiente.

## Diseño
Citibank Plaza es considerado como uno de los edificios más emblemáticos del distrito Central. Además de sus dos distintivas fachadas curvas, el complejo tiene muchas características arquitectónicas, como la flexibilidad de unir 26 plantas en las dos torres para aumentar la superficie a 34 000 ft² (3200 m²). Dos paneles de cristal de diez plantas de altura proporcionan luz natural al lobby y permiten a los visitantes "mirar a través" del edificio. En reconocimiento de la excelencia del diseño arquitectónico en la zona, Citibank Plaza fue galardonado en 1994 con el premio más alto del Instituto de Arquitectos de Hong Kong, la Medalla de Plata.

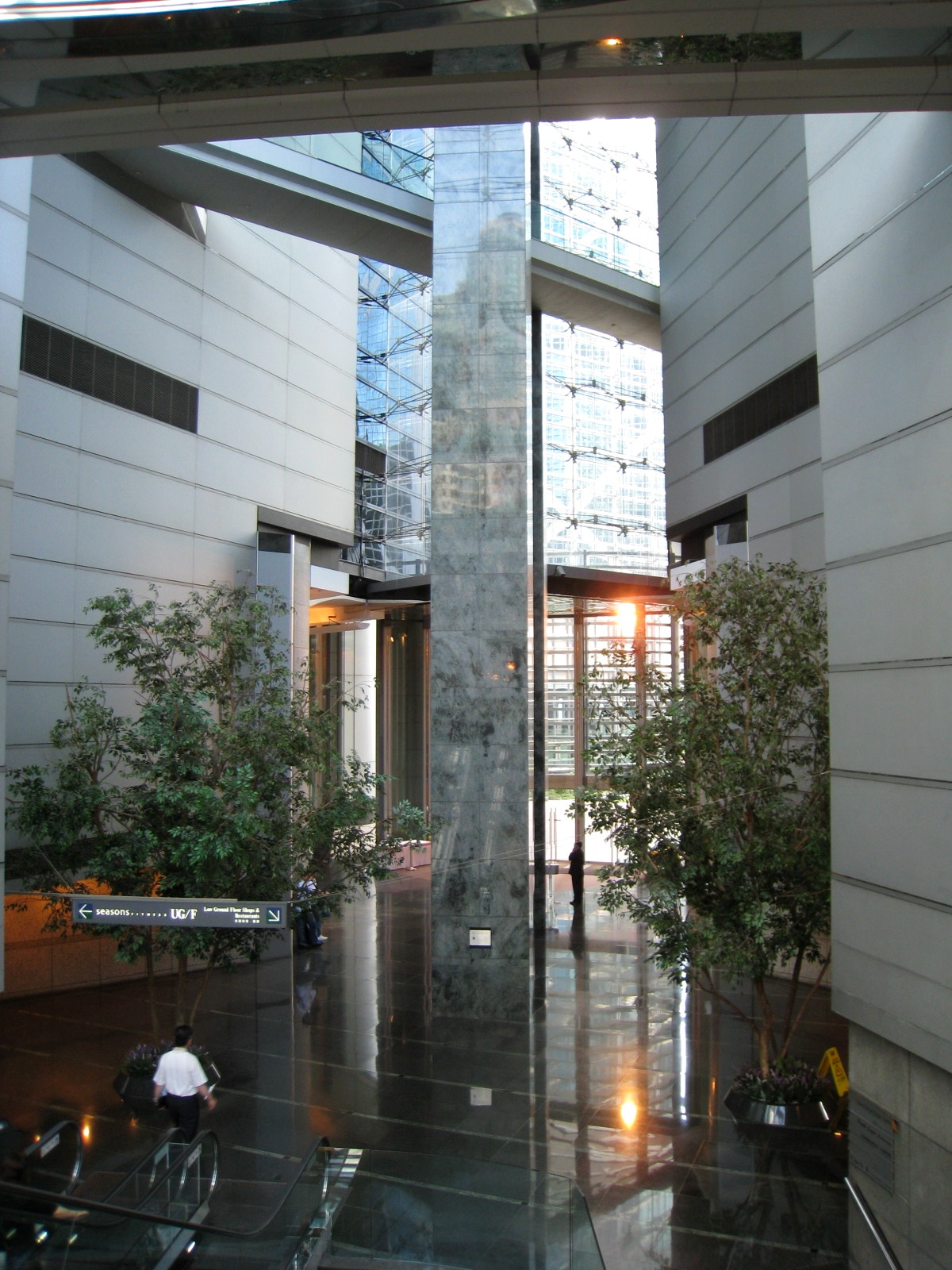
El lobby de Citibank Tower

## Ocupantes
Antiguamente el Consulado general de Italia en Hong Kong ocupaba las Suite 3203-06 en la planta 32 de la ICBC Tower. En la actualidad se sitúa en Central Plaza.